# Fern Creek Bridge
 (septembre 2020).
Pour les articles homonymes, voir Fern.
Le Fern Creek Bridge est un pont en arc dans le comté de Marin, en Californie, dans le sud-ouest des États-Unis. Situé au sein du Muir Woods National Monument, cette passerelle sur la Fern Creek a été construite en 1934 dans le style rustique du National Park Service. C'est une propriété contributrice au district historique de Muir Woods National Monument depuis l'inscription de ce district historique au Registre national des lieux historiques le 9 janvier 2008.